# Крутеньки
Крутеньки — село в Хотинській міській громаді Дністровського району Чернівецької області України.

## Назва
До 1952 року село називалось «Толбуряни». Нова сучасна назва походить від одного з кутів(частини) села.

## Історія
Найдавніша письмова згадка про село 1602 рік.
Мешканці села зазнали каральної акції операції «Захід».
З 24 серпня 1991 року село входить до складу незалежної України.
У 2018 році шляхом об'єднання сільських рад, село увійшло до складу Хотинської міської громади.
17 липня 2020 року, в результаті адміністративно-територіальної реформи та ліквідації Хотинського району, село увійшло до складу Дністровського району.

## Населення

### Мова
Розподіл населення за рідною мовою за даними перепису 2001 року:
| Мова            | Кількість | Відсоток |
| --------------- | --------- | -------- |
| українська      | 1056      | 98.69%   |
| румунська       | 10        | 0.93%    |
| російська       | 3         | 0.29%    |
| інші/не вказали | 1         | 0.09%    |
| Усього          | 1070      | 100%     |